# J.League Cup 1996
Der J.League Cup 1996, offiziell aufgrund eines Sponsorenvertrages mit dem Gebäckhersteller Yamazaki Nabisco nach einer Marke desselben 1996 J.League Yamazaki Nabisco Cup genannt, war die vierte Ausgabe des J.League Cup, des höchsten Fußball-Ligapokal-Wettbewerbs in Japan.

## Spieler
| Verein               | Spieler |
| -------------------- | --- |
| Kashima Antlers      | Jorginho (13/1), Mazinho (13/2), Masatada Ishii (10/1), Naruyuki Naitō (9/0), Hisashi Kurosaki (14/3), Masaaki Furukawa (4/0), Ryōsuke Okuno (3/0), Eiji Gaya (2/0), Yoshiyuki Hasegawa (11/0), Yasuto Honda (13/0), Leonardo (10/5), Yutaka Akita (4/0), Yasuo Manaka (4/0), Naoki Sōma (14/0), Yōhei Satō (10/0), Tadatoshi Masuda (13/1), Tōru Oniki (3/1), Ichiei Muroi (14/1), Toshiyuki Abe (4/0), Masaki Ogawa (10/0), Kōji Kumagai (4/0), Atsushi Yanagisawa (6/1)                                                                                            |
| Urawa Reds           | Bein (7/1), Buchwald (12/0), Osamu Hirose (9/0), Yoshinori Taguchi (13/1), Masahiro Fukuda (7/4), Boli (10/3), Yūki Takita (14/0), Takafumi Hori (10/0), Nielsen (4/0), Nobuyasu Ikeda (5/0), Tsutomu Nishino (3/0), Kōichi Sugiyama (9/0), Masaki Tsuchihashi (13/0), Masayuki Okano (13/2), Yasushi Fukunaga (13/2), Kenji Ōshiba (3/2), Ken Iwase (11/0), Nobuhisa Yamada (11/0), Takeshi Nakashima (4/0), Shinji Jōjō (5/0) |
| JEF United Ichihara  | Rufer (2/0), Hasek (14/6), Hisataka Fujikawa (3/0), Kazuya Igarashi (3/0), Maslovar (10/3), Atsuhiko Ejiri (14/1), Mikio Manaka (14/0), Tarō Gotō (3/0), Yasuhiko Niimura (6/1), Ken’ichi Shimokawa (14/0), Yoshikazu Nonomura (13/0), Shin’ichi Mutō (12/0), Sandro (13/1), Eisuke Nakanishi (10/1), Shōji Jō (13/4), Tadahiro Akiba (9/0), Shinji Ōtsuka (2/0), Yoshiyuki Morisaki (1/0), Kazuhiro Suzuki (6/0), Takayuki Chano (7/0), Nozomi Hiroyama (8/1), Katsushi Kurihara (1/0), Takayoshi Shikida (4/0), Satoshi Yamaguchi (2/0)                             |
| Kashiwa Reysol       | Careca (6/3), Kōichi Hashiratani (13/1), Valdir (13/1), Wagner (5/1), Michihisa Date (12/1), Kenji Ōba (11/0), Antonio (5/0), Yūji Yokoyama (3/0), Nozomu Katō (14/2), Kentarō Ishikawa (6/0), Kentarō Sawada (4/0), Edilson (14/6), Tomohiro Katanosaka (12/0), Ken’ichi Sugano (4/0), Takahiro Shimotaira (14/1), Satoshi Ōishi (1/0), Takeshi Watanabe (14/2), Kenji Arima (8/2), Yōichi Doi (15/0), Takashi Kojima (2/0), Tatsuma Yoshida (1/0), Naoki Sakai (12/3), Takumi Morikawa (3/0), Makoto Sunakawa (1/0), Tomonori Hirayama (2/0), Tomokazu Myōjin (2/0) |
| Verdy Kawasaki       | Tetsuji Hashiratani (10/0), Yasutoshi Miura (15/0), Kazuyoshi Miura (6/2), Shinkichi Kikuchi (15/0), Tsuyoshi Kitazawa (15/5), Bismarck (15/4), Kō Ishikawa (16/0), Shinji Fujiyoshi (5/1), Tadashi Nakamura (16/0), Takaya Ōishi (1/0), Keisuke Kurihara (5/1), Jun’ichi Watanabe (1/0), Toshimi Kikuchi (1/0), Shintetsu Gen (9/2), Takanori Nunobe (11/5), Magrao (6/2), Junji Nishizawa (9/0), Caico (11/3), Keiji Ishizuka (2/1), Argel (15/3), Yūji Hironaga (4/0), Tomo Sugawara (14/0)                                                                        |
| Yokohama Marinos     | Acosta (12/3), Masami Ihara (13/0), Zapata (11/2), Bisconti (13/4), Satoru Noda (9/0), Masahiko Nakagawa (1/0), Norio Omura (14/4), Masato Koga (3/0), Masaharu Suzuki (4/0), Fumitake Miura (13/3), Kunio Nagayama (8/1), Takehito Suzuki (14/1), Takahiro Yamada (9/2), Yoshiharu Ueno (6/0), Yoshito Terakawa (1/0), Yoshikatsu Kawaguchi (13/0), Akihiro Endō (4/0), Kensaku Ōmori (5/0), Sōtarō Yasunaga (6/0), Naoki Matsuda (11/2), Kei Mikuriya (7/0) |
| Yokohama Flügels     | Osamu Maeda (4/0), Zinho (14/7), Yoshirō Moriyama (10/1), Junji Koizumi (5/0), Sampaio (14/2), Naoto Ōtake (14/0), Kōji Maeda (8/0), Motohiro Yamaguchi (14/5), Hiroki Hattori (13/2), Takeo Harada (3/0), Norihiro Satsukawa (14/2), Denilson (8/1), Masakiyo Maezono (11/7), Atsuhiro Miura (14/0), Seigō Narazaki (14/0), Shin’ya Mitsuoka (2/0), Takayuki Yoshida (2/0) |
| Bellmare Hiratsuka   | Paulinho (7/5), Yasuharu Sorimachi (1/0), Nobuyuki Kojima (15/0), Fujio Yamamoto (4/0), Betinho (14/1), Hiroaki Kumon (14/0), Simao (15/1), Tadateru Ōmoto (2/0), Yoshihiro Natsuka (13/2), Kōji Noguchi (10/1), Hiroshi Miyazawa (14/0), Kazuaki Tasaka (15/0), Akira Narahashi (14/1), Teruo Iwamoto (9/2), Kōji Seki (15/8), Luiz (3/0), Masato Harasaki (7/0), Teppei Nishiyama (5/0), Hidetoshi Nakata (12/2) |
| Shimizu S-Pulse      | Santos (15/1), Massaro (5/1), Toninho (3/0), Katsumi Ōenoki (16/2), Takumi Horiike (16/0), Kenta Hasegawa (16/7), Tatsuru Mukōjima (1/0), Masao Sugimoto (3/0), Masanori Sanada (16/0), Masaaki Sawanobori (16/3), Hideki Nagai (16/5), Oliva (16/9), Masahiro Andō (16/0), Toshihide Saitō (16/0), Hiroyuki Shirai (1/0), Yoshika Matsubara (3/0), Teruyoshi Itō (7/1), Ryūzō Morioka (16/1), Kazuyuki Toda (1/0) |
| Júbilo Iwata         | Dido (14/0), Toshinobu Katsuya (13/1), Dunga (13/0), Vanenburg (12/3), Schillaci (8/3), Nobuhiro Takeda (14/2), Masashi Nakayama (13/7), Takuma Koga (10/0), Satoshi Ōkura (5/1), Toshiya Fujita (14/1), Hiroshi Nanami (14/1), Toshihiro Hattori (11/1), Kiyokazu Kudō (1/0), Hideto Suzuki (10/0), Makoto Tanaka (7/0), Daisuke Oku (8/0), Takashi Fukunishi (10/0), Norihisa Shimizu (1/0) |
| Nagoya Grampus Eight | Stojkovic (10/3), Yūji Itō (5/0), Durix (10/0), Torres (13/0), Tetsuya Asano (13/2), Yasuyuki Moriyama (14/4), Tetsuo Nakanishi (9/0), Kazuhisa Iijima (11/0), Ken Ishikawa (9/0), Olivier (2/0), Seiichi Ogawa (10/0), Gō Ōiwa (12/0), Takayuki Nishigaya (7/0), Takafumi Ogura (4/2), Shigeyoshi Mochizuki (11/0), Tetsuya Okayama (14/2), Takashi Hirano (14/5), Tomasz (7/1), Yasuaki Katō (3/0), Tetsuhiro Kina (13/0), Kenji Fukuda (2/0) |
| Kyoto Purple Sanga   | Ruy Ramos (9/0), Makoto Sugiyama (2/0), Shin’ichi Morishita (14/0), Satoru Mochizuki (3/0), Shunzō Ōno (4/0), Raudnei (10/5), Sergio (11/0), Rikizō Matsuhashi (10/1), Yūji Ōkuma (13/1), Yoshiaki Satō (5/1), Shinsuke Shiotani (12/0), Shōkichi Satō (9/0), Kōzō Hosokawa (1/0), Carlos (12/1), Toshihiro Yamaguchi (14/3), Hiroshi Noguchi (8/0), Takashi Nagata (10/0), Yoshihiro Nishida (11/0), Yasuhide Ihara (8/0), Takayuki Yamaguchi (4/1), Alexandre (9/1), Masaya Honda (5/0)                                                                             |
| Gamba Osaka          | Gillhaus (13/4), Kenji Honnami (6/0), Mladenovic (2/0), Takahiro Shimada (11/0), Yoshiyuki Matsuyama (12/3), Tsveiba (12/0), Babunski (3/0), Kunio Kitamura (2/0), Hayato Okanaka (8/0), Hiromitsu Isogai (9/2), Skrinjar (11/1), Yūji Hashimoto (4/0), Keiju Karashima (9/0), Kōji Kondō (9/0), Hitoshi Morishita (13/0), Noritada Saneyoshi (10/0), Naoki Hiraoka (12/0), Shigeru Morioka (9/1), Masao Kiba (13/0), Masanobu Matsunami (12/3), Hideki Nomiyama (2/0), Tsuneyasu Miyamoto (7/0), Kōjirō Kaimoto (5/0), Hiromi Kojima (2/0)                           |
| Cerezo Osaka         | Gilmar (13/0), Satoshi Kajino (9/0), Marquinhos (8/1), Katsuo Kanda (13/2), Kazuhiro Murata (8/0), Masanori Kizawa (9/0), Akimasa Tsukamoto (3/1), Hiroyuki Inagaki (6/0), Mitsuhiro Misaki (5/0), Makoto Yonekura (14/3), Narsizio (8/2), Rikiya Kawamae (10/1), Taku Watanabe (2/0), Manoel (10/2), Kazunari Koga (5/0), Hiroaki Morishima (14/4), Takashi Yamahashi (4/0), Shigeki Kurata (8/1), Katsuhiro Minamoto (13/0), Tomotaka Fukagawa (3/0), Jirō Takeda (1/0), Takayuki Yokoyama (9/1), Ken’ichi Serada (1/0), Akinori Nishizawa (11/5), Tarō Urabe (1/0) |
| Sanfrecce Hiroshima  | Santos (7/6), Yasuyuki Satō (8/0), Huistra (14/5), Takuya Takagi (6/1), Kazuya Maekawa (14/0), Naoki Naitō (13/0), Mitsuaki Kojima (14/0), Hajime Moriyasu (14/2), Yasuhiro Yoshida (10/0), Noh Jung-yoon (4/0), Hiroyoshi Kuwabara (8/1), Hiroshige Yanagimoto (14/0), Masato Fue (10/0), Ryūji Michiki (8/1), Ken’ichi Uemura (7/0), Yūta Abe (6/1), Susumu Ōki (4/1), Tatsuhiko Kubo (10/4) |
| Avispa Fukuoka       | Satoshi Tsunami (11/0), Troglio (14/2), Mayor (9/0), Atsuhiro Iwai (14/0), Masayuki Nakagomi (14/0), Takahiro Endō (11/1), Shūta Sonoda (13/0), Masashi Miyamura (2/0), Maradona (10/4), Yoshinori Furube (5/0), Yoshiyuki Shinoda (3/0), Motonobu Takō (2/0), Hideaki Mori (4/0), Ichizō Nakata (11/0), Baez (8/0), Hideki Tsukamoto (14/0), Osamu Umeyama (2/0), Yoshiyuki Takemoto (2/1), Kiyotaka Ishimaru (13/2), Yūsaku Ueno (11/0), Chikara Fujimoto (1/1), Yoshiteru Yamashita (6/2), Tatsunori Hisanaga (4/0)                                                |

## Ergebnisse

### Gruppenphase

#### Gruppe A
| Pl. | Verein              | Sp. | S | U | N | Tore  | Diff. | Punkte |
| --- | ------------------- | --- | - | - | - | ----- | ----- | ------ |
| 1   | Kashiwa Reysol      | 14  | 7 | 3 | 4 | 24:16 | +08   | 15     |
| 2   | Bellmare Hiratsuka  | 14  | 6 | 5 | 3 | 23:15 | +08   | 13     |
| 3   | Sanfrecce Hiroshima | 14  | 6 | 3 | 5 | 22:20 | +02   | 13     |
| 4   | Yokohama Marinos    | 14  | 5 | 4 | 5 | 22:20 | +02   | 12     |
| 5   | Júbilo Iwata        | 14  | 6 | 3 | 5 | 21:17 | +04   | 10     |
| 6   | Gamba Osaka         | 14  | 3 | 5 | 6 | 15:30 | −15   | 07     |
| 7   | Urawa Reds          | 14  | 4 | 4 | 6 | 16:20 | −04   | 06     |
| 8   | Kyoto Purple Sanga  | 14  | 3 | 5 | 6 | 14:19 | −05   | 06     |

#### Gruppe B
| Pl. | Verein               | Sp. | S | U | N | Tore  | Diff. | Punkte |
| --- | -------------------- | --- | - | - | - | ----- | ----- | ------ |
| 1   | Shimizu S-Pulse      | 14  | 8 | 4 | 2 | 22:16 | +06   | 16     |
| 2   | Verdy Kawasaki       | 14  | 7 | 4 | 3 | 25:13 | +12   | 14     |
| 3   | Yokohama Flügels     | 14  | 3 | 8 | 3 | 27:20 | +07   | 12     |
| 4   | JEF United Ichihara  | 14  | 6 | 4 | 4 | 20:22 | −02   | 10     |
| 5   | Kashima Antlers      | 14  | 4 | 8 | 2 | 16:12 | +04   | 09     |
| 6   | Cerezo Osaka         | 14  | 3 | 4 | 7 | 23:26 | −03   | 07     |
| 7   | Nagoya Grampus Eight | 14  | 2 | 4 | 8 | 19:26 | −07   | 07     |
| 8   | Avispa Fukuoka       | 14  | 3 | 4 | 7 | 14:31 | −17   | 03     |

### Finalrunde

#### Halbfinale
|                 | Ergebnis |                    |
| --------------- | -------- | ------------------ |
| Kashiwa Reysol  | 1:2      | Verdy Kawasaki     |
| Shimizu S-Pulse | 5:0      | Bellmare Hiratsuka |

#### Finale
|                | Ergebnis        |                 |
| -------------- | --------------- | --------------- |
| Verdy Kawasaki | 3:3 (4:5 i. E.) | Shimizu S-Pulse |